# تخماقلو
تخماقلو، روستایی از توابع دهستان کرچمبو شمالی شهرستان بوئین و میاندشت در استان اصفهان ایران است. این روستا که قدمتی چند صد ساله دارد همواره به سوگواری در دهه محرم می‌پردازد و هر ساله در این دهه در حسینیه بزرگ این روستا مراسم تعزیه خوانی برگزار می‌شود که همین موضوع توجه بسیاری از ایرانگردان را به خود جلب می‌کند.

## جمعیت
این روستا در دهستان کرچمبو شمالی قرار دارد و براساس سرشماری مرکز آمار ایران در سال ۱۳۸۵، جمعیت آن ۵۳۳ نفر (۱۲۹خانوار) بوده‌است که اکثریت آن‌ها دامپرور و کشاورز هستند.

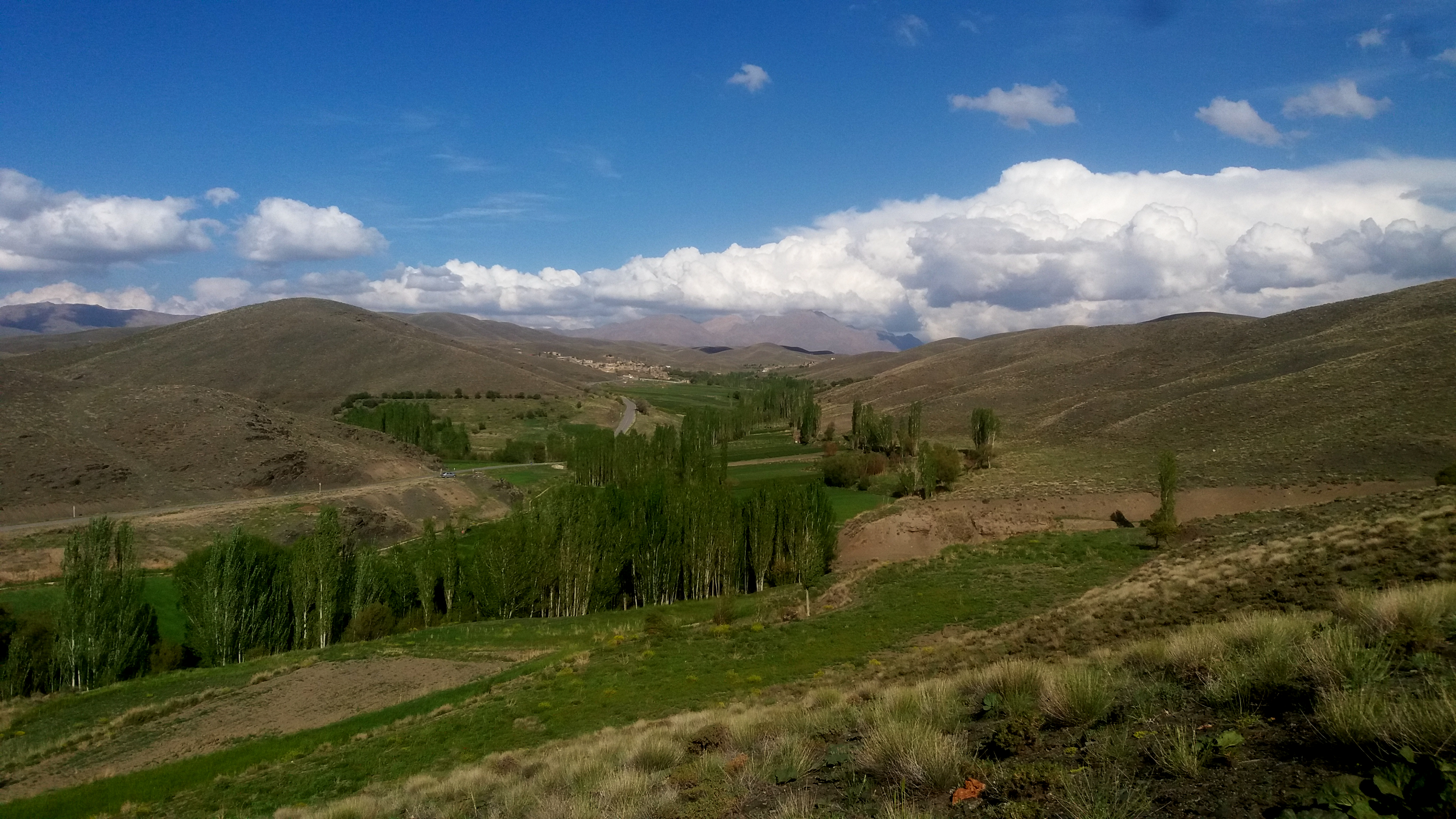
روستای تخماقلو در بهار

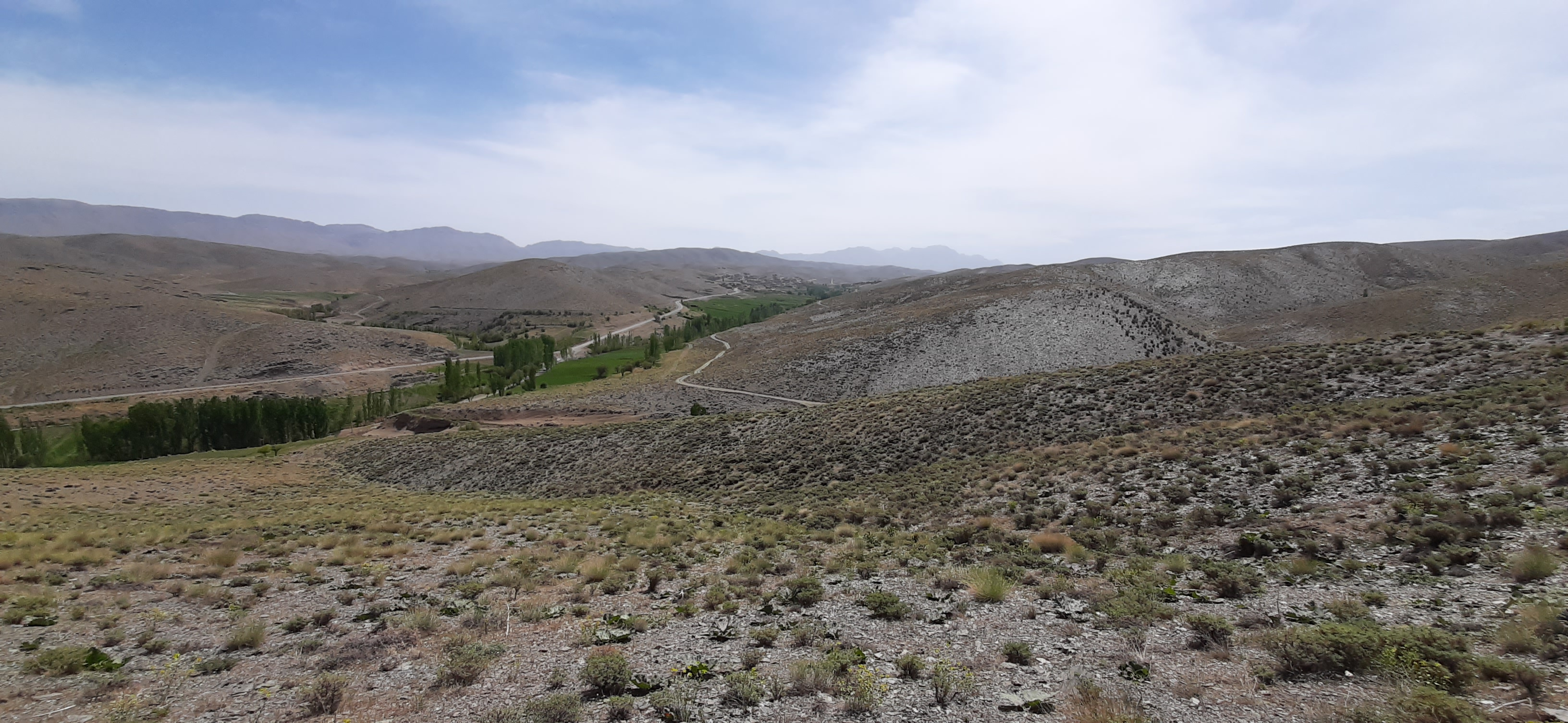
نمایی از غرب روستای تخماقلو

 مردم این روستا ترک زبان هستند